# Oleg Antonov
Oleg Konstantinovič Antonov (ruski: Оле́г Константи́нович Анто́нов, ukrajinski: Оле́г Костянти́нович Анто́нов) (selo Troica, Moskovska oblast, 7. veljače 1906. – Kijev, Ukrajina, 4. travnja 1984.) bio je sovjetski i ruski konstruktor zrakoplova. Osnivač je svjetski poznatog proizvđača zrakoplova, kompanije ANTK Antonov, koja danas nosi ime u njegovu čast.
Oleg Antonov bio je konstruktor, akademik i jedan od pionira sovjetskog jedriličarstva. Na početku svoje karijere još kao student s 18 godina konstruirao je svoju prvu letjelicu OKA-1 Golub. Pohađajući „Lenjigradski politehnički institut“ načinio je niz uspješnih jedrilica pod nazivima OKA-2 i 3, a jedrilice OKA-5 i OKA-7 proslavile su se i u inozemstvu - nazvane su Standard-1 i 2, dok je OKA-6 pobijedila na državnom prvenstvu 1931. Nakon diplomiranja, Antonov je postao glavni inženjer, a kasnije i glavni konstruktor u moskovskoj tvornici jedrilica. Konstruktor je više od 30 tipova, uključujući pored navedenih i UPAR, Us-1, Us-4, BS-3, 4 i 5, Rot-front jedrilice sa+ oznakama od 1 do 7, IP, RE, M i BA-1.
Krajem 1938., tvornica jedrilica je zatvorena, a Antonov prelazi raditi kod konstruktora Jakovljeva koji je do tada projektovao i izrađivao lake sportske i školske avione. Radeći u tvornici u gradu Krasni Lečik, uglavnom se bavio konstrukcijom lakih transportnih zrakoplova, a 1940. konstruira OKA-38 „Aist“ (u prijevodu roda) kao kopiju Fizelera Fi-156, s francuskim motorom bengali. Dijelovi su uglavnom odgovarali originalnoj letjelici. Nadgledao je proizvodnju lakoga zrakoplova za transport Antonov A-7, u razdoblju od 1943.-'4.6 bio je prvi zamjenik Jakovljeva i od 1945. šef ogranka ureda u Novosibirsku.
Od 1946. Antonov samostalano radi kao glavni projektant u novoosnovanom uredu OKB, koji je iz Novosibirska premješten 1952. u Kijev. U razdoblju od 1967. do smrti bio je generalni konstruktor. Pod njegovim vođstvom izrađene su letjelice za vojni transport An-8, An-12, An-22, An-26, An-32, An-72, An-124, zatim višenamjenski zrakoplovi s kratkom poletnom stazom An-2, -14, -28 i putnički An-10, -24, kao i jedrilice metalne konstrukcije An-11, -13, -15.

## Galerija
- AN-2
- AN-124
- AN-74
- AN-225
- AN-70

## Vanjske poveznice
|  | Zajednički poslužitelj ima još gradiva o temi Oleg Antonov |